# Hans-Jürgen Jacobi
Hans-Jürgen Jacobi (* 26. Juli 1950 in Bad Langensalza) ist ein ehemaliger deutscher Kugelstoßer und Diskuswerfer, der für die DDR startete.
Bei den Olympischen Spielen 1980 in Moskau wurde er Sechster im Kugelstoßen. 1979 und 1980 wurde er DDR-Vizemeister im Kugelstoßen, 1979 außerdem im Diskuswurf. 1982 wurde er DDR-Hallenmeister im Kugelstoßen.
Hans-Jürgen Jacobi startete für den SC Turbine Erfurt.

## Persönliche Bestleistungen
- Kugelstoßen: 21,25 m, 16. Juli 1980, Cottbus
  - Halle: 20,20 m, 20. Februar 1982, Budapest
- Diskuswurf: 65,54 m, 5. Juni 1976, Ostrava